# Ideonella
Ideonella es un género de bacterias gramnegativas de la familia Comamonadaceae. Fue descrito en el año 1994. Su etimología hace referencia a Ideon, el laboratorio donde se identificó. Son bacterias aerobias y móviles. Se encuentra en el ambiente, tanto en suelos como en aguas. Una de las especies, Ideonella sakaiensis, tiene interés industrial ya que tiene capacidad para degradar el plástico compuesto de tereftalato de polietileno (PET).